# Levene Gouldin & Thompson Tennis Challenger 1998
Il Levene Gouldin & Thompson Tennis Challenger 1998 è stato un torneo di tennis facente parte della categoria ATP Challenger Series nell'ambito dell'ATP Challenger Series 1998. Il torneo si è giocato a Binghamton negli Stati Uniti dal 10 al 16 agosto 1998 su campi in cemento.

## Vincitori

### Singolare
Takao Suzuki ha battuto in finale  Diego Nargiso che si è ritirato sul punteggio di 5-2

### Doppio
Myles Wakefield /  Wesley Whitehouse hanno battuto in finale  Petr Luxa /  Bernardo Martínez con il punteggio di 7–5, 2–6, 7–5